# モロン
モロン（スペイン語: Morón）は、アルゼンチンのブエノスアイレス州にある都市である。モロン・パルティードの政庁所在地であり、2001年の国勢調査による市の人口は92,725人である。
大ブエノスアイレス都市圏に属し、ブエノスアイレスの都心から約20km西に位置している。ブエノスアイレスの都心からはリバダビア大通りを通るバス経由、ナショナルハイウェイ7号線経由、鉄道のサルミエント線経由でモロンを訪れることができる。サルミエント線のアエド駅は3つの鉄道路線のジャンクションとなっており、ここからはロカ線も出ている。ロカ線はテンペルレイを介してサン・フスト、ロマス・デ・サモーラ、ラプラタなどと結ばれている。

## 見どころ
リベルタドール・サン・マルティン広場、ローマ・カトリックの大聖堂、アルゼンチン空軍の国立航空博物館などがある。また、1947年に設立されたデポルティーボ・モロンというサッカークラブがモロンを本拠地としている。

## 出身人物
スポーツ面、文化面、歴史面で活躍したモロン出身者は多い。ディエゴとオスカールのアベンティン兄弟（ラリードライバー）、レイナルド・ビニョーネ（第48代大統領、1982年-1983年に在職）、ディエゴ・カプソット（司会者/俳優/コメディアン）、ホルヘ・ドン（バレエダンサー）、マルティン・サバテージャやマルガリータ・ストルビセール（いずれも政治家）、グスタボ・サンタオラージャ（映画音楽作曲家）などがモロン出身である。

## ギャラリー

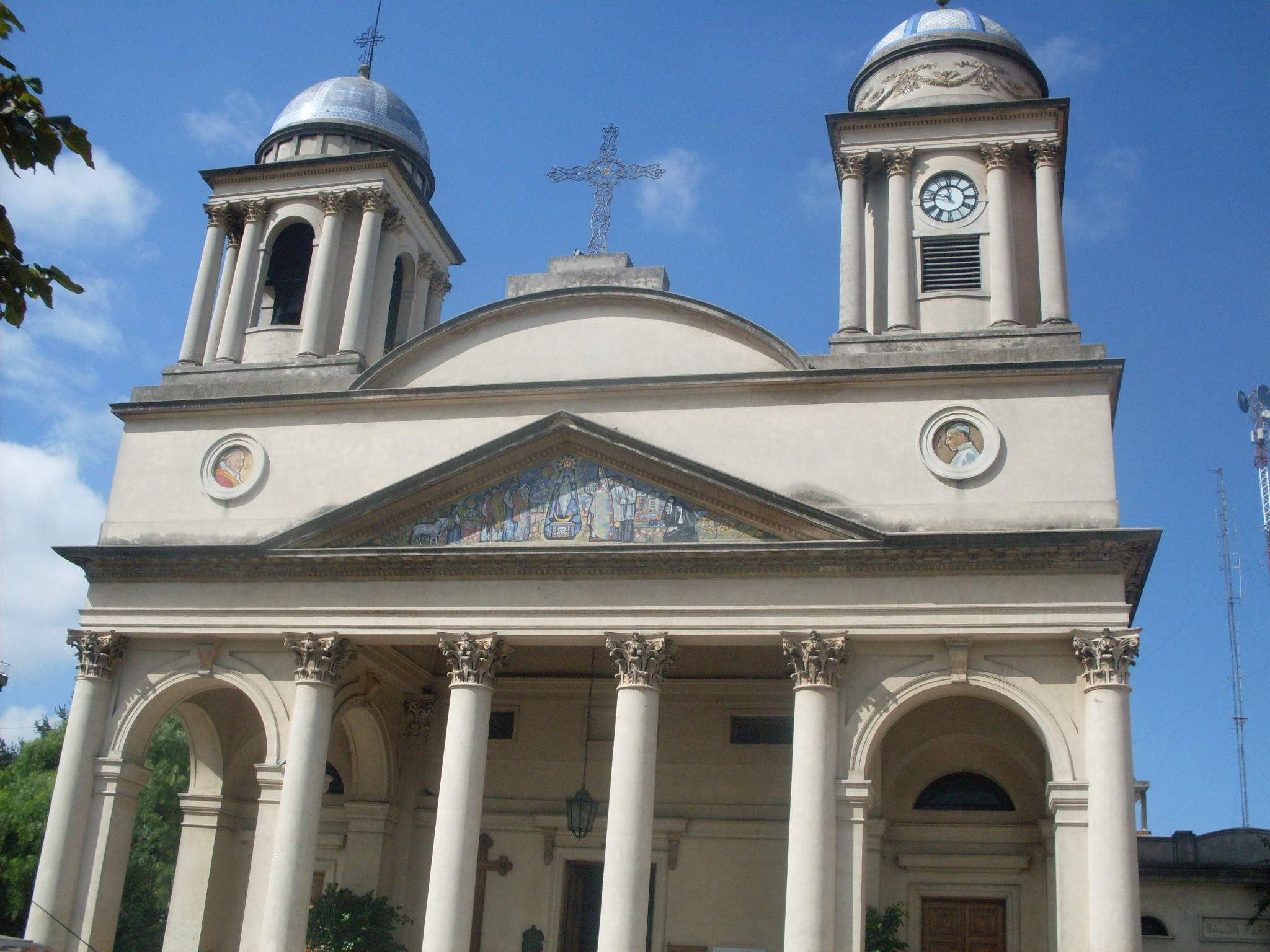
大聖堂
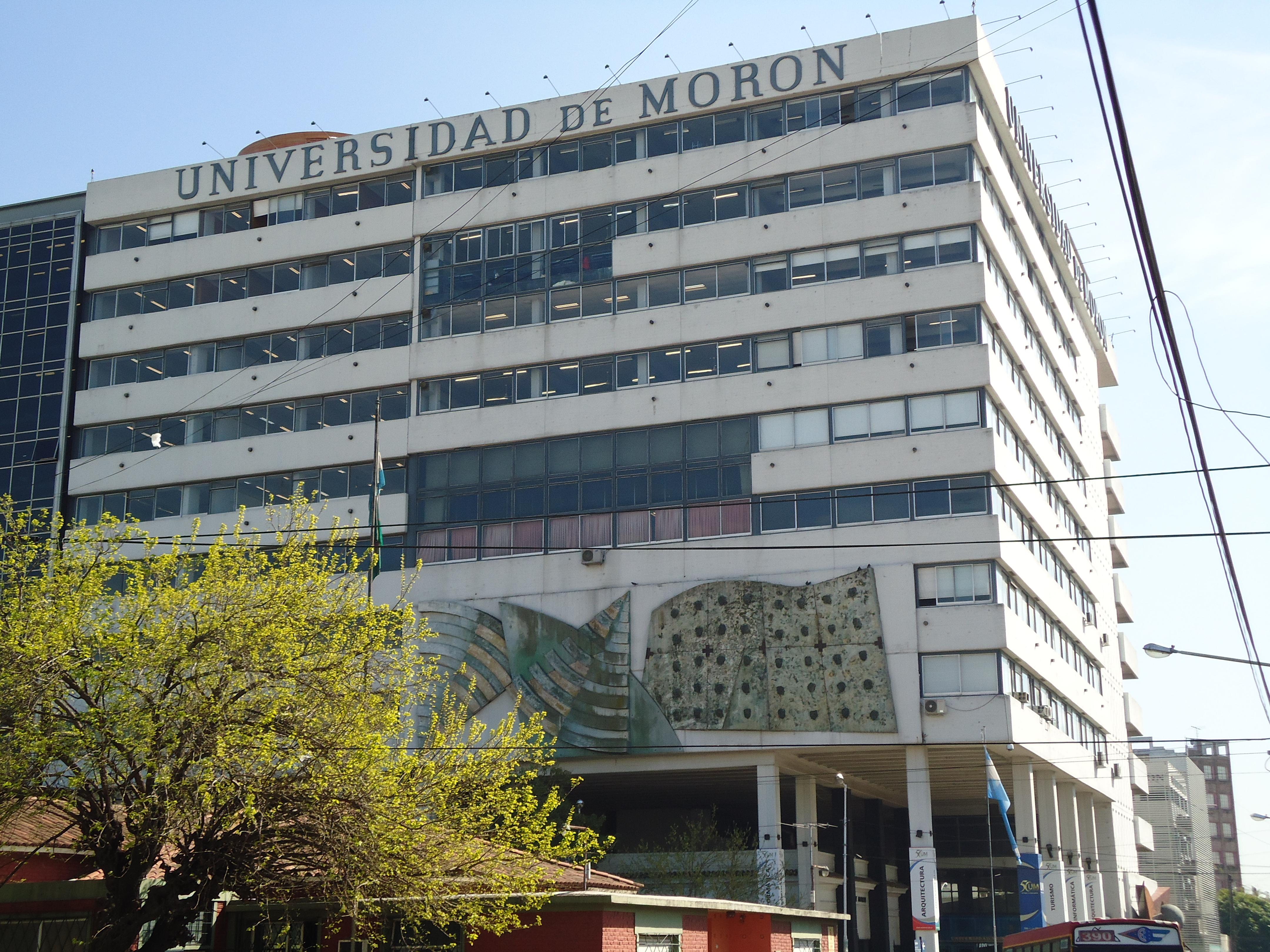
モロン大学
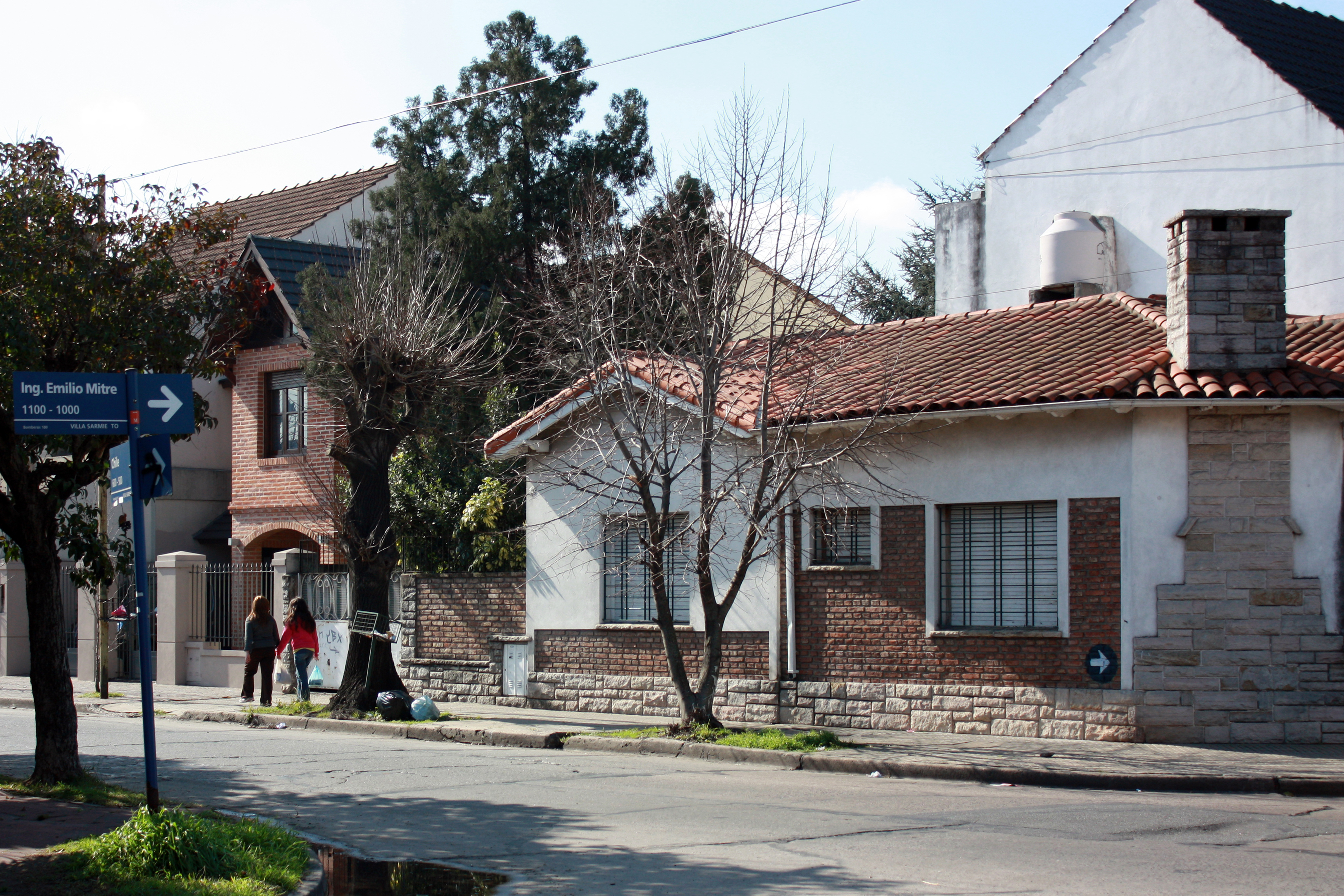
サルミエント村